# 金训华之歌
《金训华之歌》是一首歌颂上海知青金训华的长篇叙事诗，由上海东方红造船厂工人仇学宝、钱国梁与上海建筑机械厂工人张鸿喜创作，原载1969年12月17日（一说7日）《文汇报》，上海人民出版社1970年8月出版发行单行本，署名仇学宝。:37-46:107全诗共6章，扩写后为33章，以追忆金训华的一生、歌颂金训华的义举为主要内容。:114

## 创作背景
《金训华之歌》的创作背景是上海知青金训华为抢救电线杆而牺牲的事迹。1968年，上海知青金训华高中毕业，任上海市中学红代会常委；次年5月，前往黑龙江农村上山下乡，被分配到黑河市逊克县逊河公社双河大队。8月15日，山洪爆发，洪水卷走了待安装的两根高压战备输电松木电柱，金训华同基干民兵跳入水中试图抢救未遂，溺水牺牲。
金训华牺牲后，1969年8月25日，中共逊克县核心小组追认金训华为中国共产党党员；9月30日，黑龙江省革委会做出《关于学习金训华同志英雄事迹的决定》，授予金训华烈士称号；此后数月，《文汇报》《解放日报》《黑龙江日报》《人民日报》与《红旗》杂志接连刊登介绍金训华烈士事迹的文章，扩大了其事迹的影响。上海东方红造船厂工人仇学宝、钱国梁与上海建筑机械厂工人张鸿喜受到其事迹触动，创作了长篇叙事诗《金训华之歌》，刊载于1969年12月17日（一说7日）《文汇报》。

## 艺术特色
刊载《文汇报》的原稿分为六章，叙述金训华事迹的有四章，除此以外的《序歌》《尾声》相互呼应，用想象的方式虚写金训华的形象；叙述事迹的部分从金训华登上开赴边疆的列车起笔，分别从金训华学习毛主席著作、锻炼与自我改造、站岗生活、为抢救高压电线杆而牺牲四个方面分点描述，相互铺垫。:172-177《金训华之歌》时代特征鲜明，作者运用比喻、拟人、夸张等手法，一韵到底，兼用大量叹词，通过引用毛主席语录、展开心理描写等手法，塑造金训华“一代新人”的英雄形象。:172-177

## 发行
《金训华之歌》经过扩写，最终成诗33章，由上海人民出版社于1970年8月出版，署名仇学宝；:107原稿单行本由广东人民出版社于1972年1月出版，略有删改。:46

## 延伸阅读
- 仇学宝：《金训华之歌》（上海：上海人民出版社，1970）